# Гаврилов Михайло Олександрович (партійний діяч)
Михайло Олександрович Гаврилов (нар. 1910, місто Астрахань, тепер Російська Федерація — 1979, місто Москва) — радянський діяч, 2-й секретар ЦК КП Киргизії. Член Бюро ЦК КП Киргизії в 1961—1966 роках. Кандидат у члени ЦК КПРС у 1961—1966 роках. Депутат Верховної Ради Киргизької РСР 5—6-го скликань. Депутат Верховної Ради СРСР 6-го скликання.

## Життєпис
Народився в родині службовця. З 1924 року працював робітником на рибних підприємствах Астрахані.
У 1928—1930 роках — чорнороб, розсильний, вантажник, у 1930—1932 роках — рибак, кочегар, машиніст колгоспу.
Член ВКП(б) з 1931 року.
У 1932—1934 роках — у Червоній армії.
У 1934—1939 роках — на комсомольській роботі.
У липні 1939 — 1941 року — 1-й секретар Нижньо-Амурського обласного комітету ВКП(б).
У 1941—1942 роках — заступник голови виконавчого комітету Хабаровської крайової ради депутатів трудящих.
17 червня 1942 — 16 березня 1945 року — секретар Хабаровського крайового комітету ВКП(б) із кадрів.
У 1945—1949 роках — секретар Курського обласного комітету ВКП(б).
У 1949—1952 роках — слухач Вищої партійної школи при ЦК ВКП(б).
У 1952—1956 роках — інструктор ЦК КПРС.
У 1956—1961 роках — завідувач сектору Білорусії та Прибалтійських республік; завідувач сектору України та Молдавії відділу партійних органів ЦК КПРС по союзних республіках.
9 травня 1961 — 11 січня 1966 року — 2-й секретар ЦК КП Киргизії.
У 1965—1974 роках — заступник міністра рибного господарства Російської РФСР.
З 1974 року — персональний пенсіонер у місті Москві.
Помер у серпня 1979 року в Москві.

## Нагороди
- три ордени Трудового Червоного Прапора (1946, 1960, 1964)
- медалі
- Почесна грамота Президії Верховної ради РРФСР